# Phalaenopsis 'Golden Louis'
Golden louis est un cultivar hybride artificiel d'orchidées, du genre Phalaenopsis.
Il s'agit du tout premier hybride de couleur jaune mais on lui reproche une floraison trop courte.

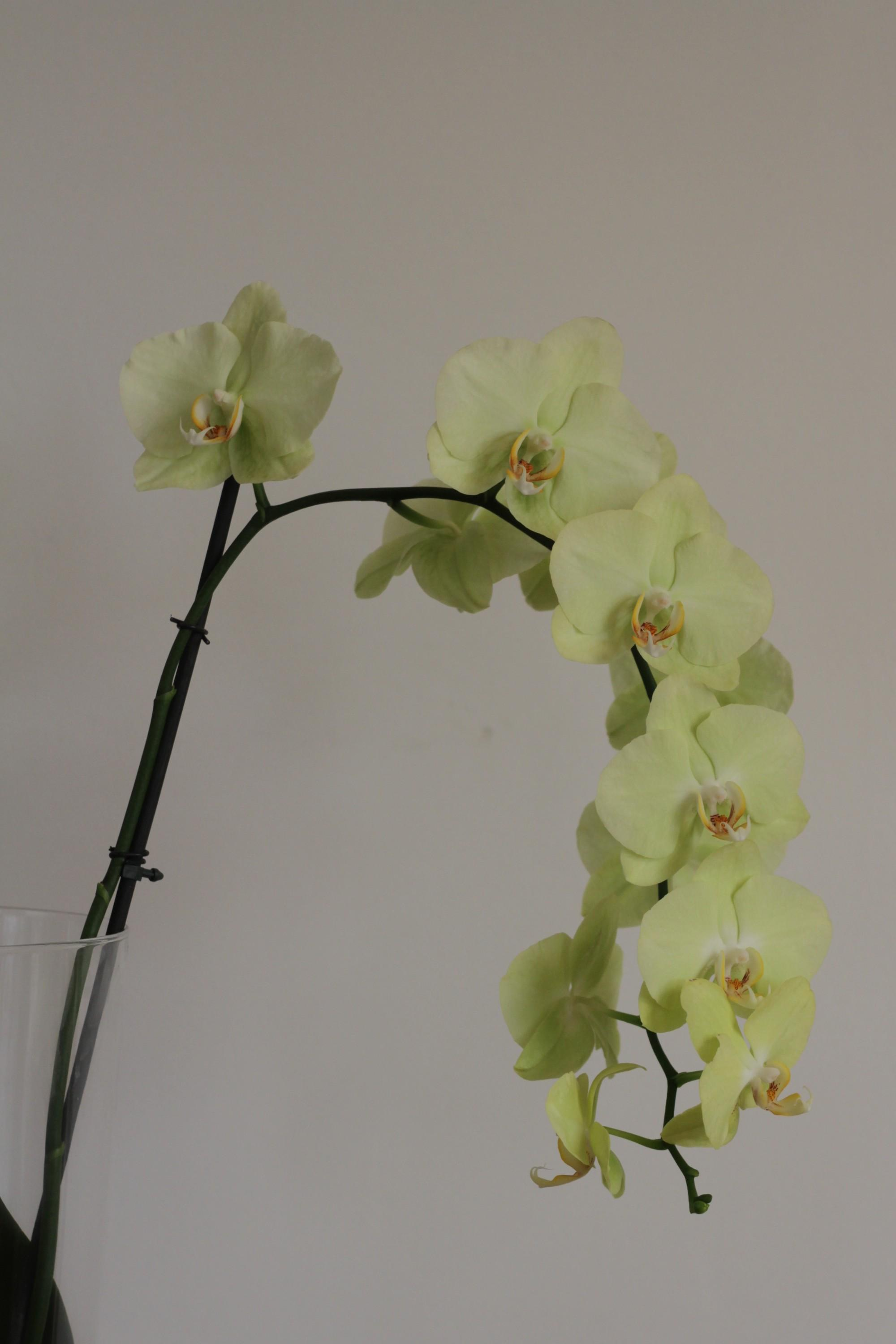
Hampe florale hybride jaune.
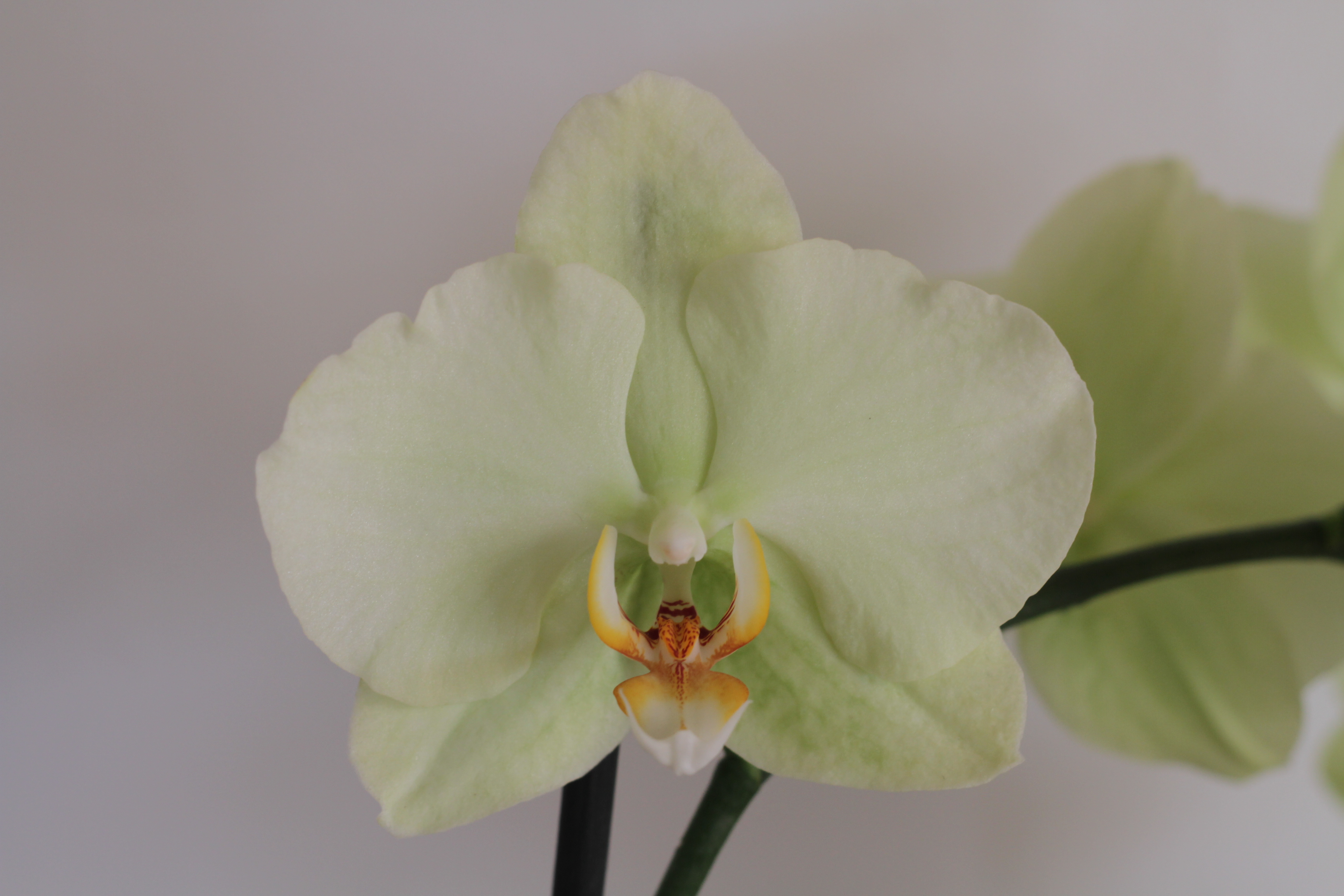
Fleur hybride jaune.
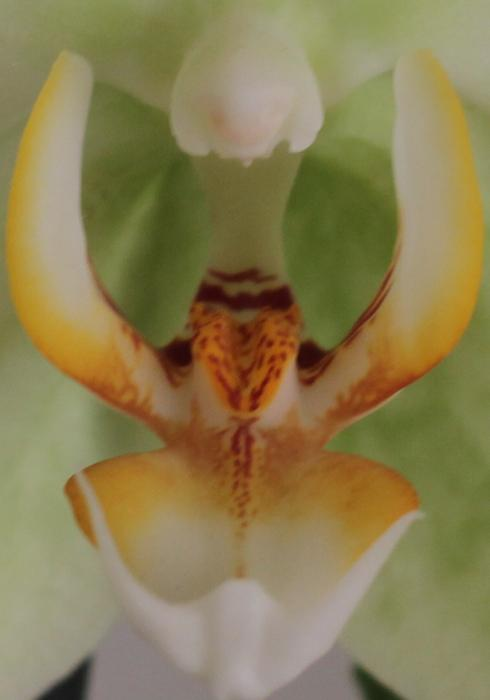
Labelle hybride jaune.

## Parenté
Phal. 'Golden Louis' = Phalaenopsis 'Doris' × Phalaenopsis mannii.